# Karup Å
Karup Å är ett vattendrag i Danmark. Det ligger i Region Mittjylland i den nordvästra delen av landet, 240 km väster om huvudstaden Köpenhamn.
Karup Å börjar vid sammanflödet av Bording Å och Skygge Å cirka 9 km nordöst om Ikast. Tillflöde är bland annat Haderup Å. Den rinner genom staden Skive strax innan den mynnar ut i Skive Fjord.
Ån löper genom kommunerna Ikast-Brande, Herning, Viborg, Holstebro och Skive. Tidigare kallades den norra delen av ån Skive Å.